# Тријана Парк
Тријанак Парк (лет. Triānas Parks) је летонска група из Риге. Представљала је Летонију на Песми Евровизије 2017. са песмом Line. Пре тога су учествовали на националној селекцији за представника Летоније 2008, 2009, 2010, 2011. и 2012. године.

## Састав групе
- Агнеса Раковска - вокал
- Артур Страутинш - гитара
- Едгар Вилумс - бубњеви
- Кристап Ерглис - бас

## Дискографија

### ЕП
- Triana Park (2014)

### Синглови
- Bye Bye (2008)
- Call Me Any Time You Need A Problem (2009)
- Lullaby For My Dreammate (Diamond Lullaby) (2010)
- Upside Down (2011)
- Stars Are My Family (2012)
- I Like (2012)
- Iron Blue (2014)
- Line (2017)